# Proteus Airlines
Proteus Airlines fue una aerolínea regional de Francia, cuya sede central estaba en Saint-Apollinaire, Côte-d'Or, cerca de Dijon, y Saint-Étienne.

## Historia
La aerolínea se fundó en 1986 como Proteus Air System. En mayo de 1996, inició vuelos regulares con su nuevo nombre, Proteus Airlines. 
En 1997, adquirió una aerolínea regional, Air Transport Pyrénées, y su flota de Beechcraft 1900 y Beechcraft King Air, y en agosto firmó un acuerdo de franquicia con Air France. En octubre de 1999, Proteus adquirió otra aerolínea regional, Flandre Air. 
El 30 de marzo de 2001, Proteus, Flandre y Regional Airlines se fusionaron para formar Régional, que a su vez se fusionó con HOP! en 2013.

## Flota histórica
La aerolínea Proteus Airlines operó las siguientes aeronaves:
| Aeronaves           | Total | Introducido | Retirado | Matrículas |
| ------------------- | ----- | ----------- | -------- | --- |
| Beechcraft 1900     | 19    | 1990        | 2001     | F-GMAD, F-GNAD, F-GNAH, F-GNAJ, F-GNYL, F-GPBM, F-GPSD, F-GREA, F-GRPM, F-GSFD, F-GTKJ, F-GTVC, F-GUCB, F-GKST, F-GRMD, F-GNPM, F-GPYY, F-GRYL y F-GSJM |
| Beechcraft King Air | 3     | 1987        | 1997     | F-GFBO, F-GBLU y F-GHGP |
| Dornier 328         | 8     | 1996        | 2000     | F-GNBS, LN-ASK, -GNPA, F-GNPB, F-GOAC, F-GOFB, F-GNPR y F-GTJL                                                                                          |
| Embraer ERJ-135     | 6     | 2000        | 2001     | F-GOHA, F-GOHB, F-GOHC, F-GOHD, F-GOHE y F-GOHF |
| Embraer ERJ-145     | 8     | 1999        | 2001     | F-GVHD, F-GUFD, F-GUAM, F-GUPT, F-GUBD, F-GUEA, F-GVGS y F-GUBA                                                                                         |

## Accidentes e incidentes
- El 30 de julio de 1998, en el vuelo 706, un Beechcraft 1900, matrícula F-GSJM, de Proteus Airlines chocó con un Cessna 177 matrícula F-GAJE. El accidente causó la muerte de 15 personas.[4]